# Grand Prix schansspringen 2014
De Grand Prix schansspringen 2014 ging op 25 juli 2014 van start in het Poolse Wisła en eindigde op 4 oktober 2014 in het Duitse Klingenthal. De Grand Prix voor mannen bestond dit seizoen uit negen individuele wedstrijden en één wedstrijd voor landenteams. De Sloveen Jernej Damjan wist de Grand Prix op zijn naam te schrijven. De Grand Prix voor vrouwen bestond dit seizoen uit twee individuele wedstrijden. De Japanse Sara Takanashi won net als in 2013 de Grand Prix voor vrouwen.

## Mannen

### Kalender
| Datum      | Plaats      | Schans | Opmerking  | Eerste                                                | Tweede                                                        | Derde                                                                         |
| ---------- | ----------- | ------ | ---------- | ----------------------------------------------------- | ------------------------------------------------------------- | ----------------------------------------------------------------------------- |
| 25/07/2014 | Wisła       | HS134  | Team Avond | Polen Maciej Kot Piotr Żyła Dawid Kubacki Kamil Stoch | Tsjechië Jakub Janda Lukáš Hlava Antonín Hájek Roman Koudelka | Oostenrijk Michael Hayböck Stefan Kraft Thomas Diethart Gregor Schlierenzauer |
| 26/07/2014 | Wisła       | HS134  | Avond      | Peter Prevc                                           | Piotr Żyła                                                    | Andreas Wellinger                                                             |
| 09/08/2014 | Einsiedeln  | HS117  | Avond      | Gregor Schlierenzauer                                 | Piotr Żyła                                                    | Michael Hayböck                                                               |
| 15/08/2014 | Courchevel  | HS132  | Avond      | Andreas Stjernen                                      | Phillip Sjøen                                                 | Kamil Stoch                                                                   |
| 23/08/2014 | Hakuba      | HS131  | Avond      | Phillip Sjøen                                         | Jernej Damjan                                                 | Daniel-André Tande                                                            |
| 24/08/2014 | Hakuba      | HS131  | Avond      | Phillip Sjøen                                         | Daniel-André Tande                                            | Jernej Damjan                                                                 |
| 20/09/2014 | Almaty      | HS140  | Avond      | Jernej Damjan                                         | Reruhi Shimizu                                                | Vladislav Bojarintsev                                                         |
| 21/09/2014 | Almaty      | HS140  | Avond      | Taku Takeuchi                                         | Jernej Damjan                                                 | Phillip Sjøen                                                                 |
| 28/09/2014 | Hinzenbach  | HS94   |            | Roman Koudelka                                        | Gregor Schlierenzauer                                         | Marinus Kraus                                                                 |
| 04/10/2014 | Klingenthal | HS140  |            | Richard Freitag                                       | Roman Koudelka                                                | Rune Velta                                                                    |

### Eindstand
| #  | Atleet                | Land | Punten |
| -- | --------------------- | ---- | ------ |
| 1  | Jernej Damjan         | SLO  | 441    |
| 2  | Phillip Sjøen         | NOR  | 382    |
| 3  | Taku Takeuchi         | JPN  | 316    |
| 4  | Gregor Schlierenzauer | AUT  | 244    |
| 5  | Piotr Żyła            | POL  | 224    |
| 6  | Junshirō Kobayashi    | JPN  | 217    |
| 7  | Richard Freitag       | GER  | 216    |
| 7  | Roman Koudelka        | CZE  | 216    |
| 9  | Michael Hayböck       | AUT  | 201    |
| 10 | Daniel-André Tande    | NOR  | 198    |

## Vrouwen

### Kalender
| Datum      | Plaats | Schans | Opmerking | Eerste         | Tweede            | Derde     |
| ---------- | ------ | ------ | --------- | -------------- | ----------------- | --------- |
| 20/09/2014 | Almaty | HS106  |           | Sara Takanashi | Irina Avvakoemova | Yuki Ito  |
| 21/09/2014 | Almaty | HS106  |           | Sara Takanashi | Katharina Althaus | Maja Vtič |

### Eindstand
| #  | Atleet            | Land | Punten |
| -- | ----------------- | ---- | ------ |
| 1  | Sara Takanashi    | JPN  | 200    |
| 2  | Katharina Althaus | GER  | 125    |
| 3  | Irina Avvakoemova | RUS  | 112    |
| 4  | Maja Vtič         | SLO  | 100    |
| 5  | Yuki Ito          | JPN  | 96     |
| 6  | Eva Logar         | SLO  | 90     |
| 7  | Line Jahr         | NOR  | 86     |
| 8  | Sofia Tichonova   | RUS  | 71     |
| 9  | Evelyn Insam      | ITA  | 58     |
| 10 | Kaori Iwabuchi    | JPN  | 54     |